# Adinandra subunguiculata
Adinandra subunguiculata är en tvåhjärtbladig växtart som beskrevs av Clarence Emmeren Kobuski. Adinandra subunguiculata ingår i släktet Adinandra och familjen Pentaphylacaceae. Inga underarter finns listade i Catalogue of Life.